# Избирачица (Никола Завишић)
Избирачица је позоришна представа Николе Завишића, настала у копродукцији београдског Народног позоришта и Позоришта „Бора Станковић” из Врања. Драматизацију истоимене комедије Косте Трифковића урадила је Молина Удовички Фотез, а премијерно извођење било је 14. маја 2013. године, на Великој сцени Народног позоришта у Београду.

## О представи
Након две деценије од претходне премијере представе Избирачица на сцени Народног позоришта у Београду, представа је поново постављена 2013. године. У глумачкој подели на првој, читајућој, проби представе били су Драган Николић Гиџа, Дарко Томовић, Олга Одановић, Анастасиа Мандић, Сена Ђоровић, Зоран Ћосић, Ивана Шћепановић, Тамара Стошић, Иван Босиљчић, Александар Ђурица, Милорад Мандић и Немања Константиновић. У односу на ранију поставу представе, у којој је такође играо, Зоран Ћосић је добио лик Тимића, док се ансамбл до премијере незнатно изменио у односу на прву пробу. Уместо Олге Одановић лик Јеце преузела је Александра Николић, а Дарко Томовић, за разлику од читајуће пробе, улогу Штанцике. У улози Малчике, главне јунакиње, нашла се Анастасиа Мандић.
Представа је урађена у копродукцији са Позориштем „Бора Станковић” из Врања, које је у потпуности изгорело у пожару средином 2012. године, те је у премијерну поставу уврштена и глумица тог театра, Тамара Стошић. Представа је премијерно изведена 14. маја 2013. године, на Великој сцени Народног позоришта у Београду. У склопу сарадње две куће, договорено је премијерно извођење пред врањском публиком, на „Бориним позоришним данима” у септембру 2013. На 43. Позоришном фестивалу „Дани комедије”, у Јагодини, 2014. године, представа је награђена у четири категорије. Суна Кажић је добила награду за најбољу костимографију, Мираш Вуксановић и Никола Завишић за сценографију, док су Милорад Мандић и Иван Босиљчић поделили признање за најбоље глумачко остварење са Гораном Јевтићем, који је награђен за улогу у представи Госпођа министарка, Позоришта „Бошко Буха”. Поред удела за сценографско остварење, Завишић је награђен статуетом „Ћуран” за најбољу режију. Услед смрти Милорада Мандића, те ангажмана неких глумаца у другим пројектима, ансамбл представе је претрпео извесне промене у каснијим извођењима. У новембру 2019, представа је одиграна по 50. пут.

## Подела ликова
| Улога                            | Премијерна поставка   | Каснија извођења      |
| -------------------------------- | --------------------- | --------------------- |
| Соколовић                        | Драган Николић Гиџа   | Драган Николић Гиџа   |
| Јеца, његова жена                | Александра Николић    | Александра Николић    |
| Малчика, њихова кћи              | Анастасиа Мандић      | Анастасиа Мандић      |
| Савета, њихова нећака            | Сена Ђоровић          | Сена Ђоровић          |
| Тимић                            | Зоран Ћосић           | Зоран Ћосић           |
| Ката, његова жена                | Ивана Шћепановић      | Ивана Шћепановић      |
| Милица, њихова кћи               | Тамара Стошић         | Милена Ђорђевић       |
| Бранко, журналиста               | Иван Босиљчић         | Милош Ђорђевић        |
| Штанцика                         | Дарко Томовић         | Дарко Томовић         |
| Тошица                           | Милорад Мандић        | Вучић Перовић         |
| Јован, послужитељ код Соколовића | Немања Константиновић | Немања Константиновић |

## Награде и признања
„Дани комедије” у Јагодини, 2014. године
- За најбоље редитељско остварење Николи Завишићу
- За најбољу костимографију Суни Кужић
- За сценографију Мирашу Вуксановићу и Николи Завишићу
- „Златни ћуран” за најбоље глумачко остварење Милораду Мандићу за улогу Тошице и Ивану Босиљчићу за лик Бранка